# Marco Spissu
Marco Spissu, né le 5 février 1995 à Sassari, en Italie, est un joueur italien de basket-ball, évoluant au poste de meneur.

## Biographie
Formé dans les équipes de jeunes du Dinamo Sassri, Marco Spissu fait ses débuts en équipe première à 16 ans lors de la saison 2011-2012 contre l'Olimpia Milan.
En août 2013, il est prêté au CUS Bari (it). En janvier 2014, il est de nouveau prêté à Casalpusterlengo (en). Avec l'équipe de Lombardie, il remporte le championnat italien des moins de 19 ans et est élu MVP de la finale.
Le 23 janvier 2015, il est prêté à la Viola Reggio de Calabre en Serie A2 (en), la deuxième division italienne.
En août 2015, il est prêté à Derthona Basket (en). Avec l'équipe piémontaise, il termine la saison régulière avec des moyennes de 10,3 points, 3,6 rebonds, 3,6 passes décisives et une évaluation de 11,1. En play-offs, il dispute 10 matchs jusqu'aux quarts de finale, confirmant les performances de la saison régulière avec une moyenne de 10,1 points, une évaluation de 11,7 et un taux de réussite à trois points de 40 %.
Le 9 janvier 2016, Spissu remporte le concours à trois points du All-Star Game qui se déroule à Livourne. Spissu s'impose en inscrivant 13 paniers à trois points consécutifs. Le 30 juillet 2016, il est de nouveau prêté en Serie A2, à la Virtus Bologne.
Le 5 mars 2017, il est élu meilleur joueur de moins de 22 ans et MVP de la Coupe d'Italie de Serie A2 remportée avec la Virtus Bologne.
Lors de la saison 2017-2018, après deux ans de prêt en Serie A2, il revient au Dinamo Sassari en Serie A. Il remporte la Coupe d'Europe FIBA 2018-2019, le premier titre européen de Sassari. Spissu est même passé tout près du Scudetto en atteignant le septième match contre le Reyer Venezia, et est finalement élu meilleur joueur italien des playoffs.
En juin 2019, son contrat est prolongé de trois ans et la saison 2019-2020 débute sous les meilleurs auspices, avec la victoire en Supercoupe d'Italie contre le Reyer Venezia.
Le 3 février 2020, il est sélectionné pour la première fois en équipe d'Italie pour les qualifications au Championnat d'Europe 2022.
Le 28 juillet 2021, son transfert à l'Unicaja Málaga, en Espagne, est officialisé. Le 12 août, le club espagnol annoncé la résiliation du contrat pour non-réussite aux examens médicaux.
Le 19 août, son transfert à l'UNICS Kazan est annoncé.
Le 20 juillet 2022, il signe un contrat avec Venise.
Le 21 juin 2024, Spissu s'engage pour deux ans avec le club espagnol Basket Zaragoza 2002.

## Palmarès
- Coupe d'Italie LNP (en) 2017
- Supercoupe d'Italie 2019
- Coupe d'Europe FIBA 2019
- Finaliste des tournoi de basket-ball à trois aux Jeux méditerranéens de 2018
- MVP de la Coupe d'Italie LNP 2017